# Ad Council

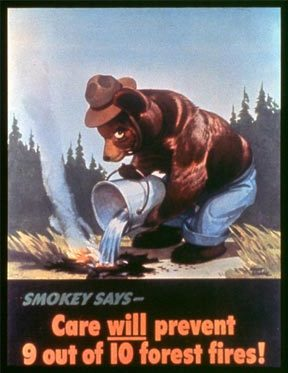
Erstes Auftreten von Smokey Bear 1944

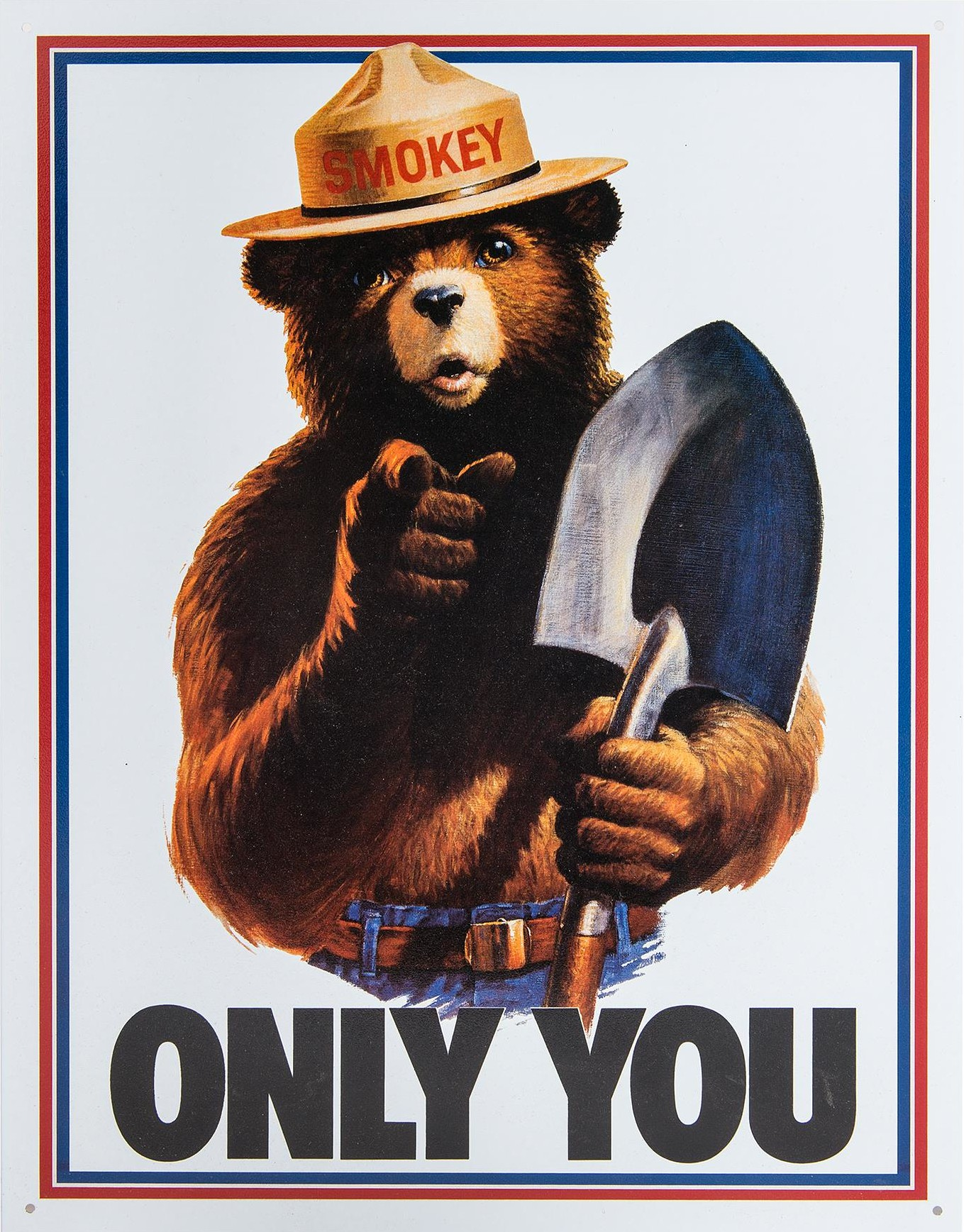
Smokey Bear auf einem Plakat, basierend auf den Uncle Sam/Lord Kitchener-Plakaten des Ersten Weltkrieges

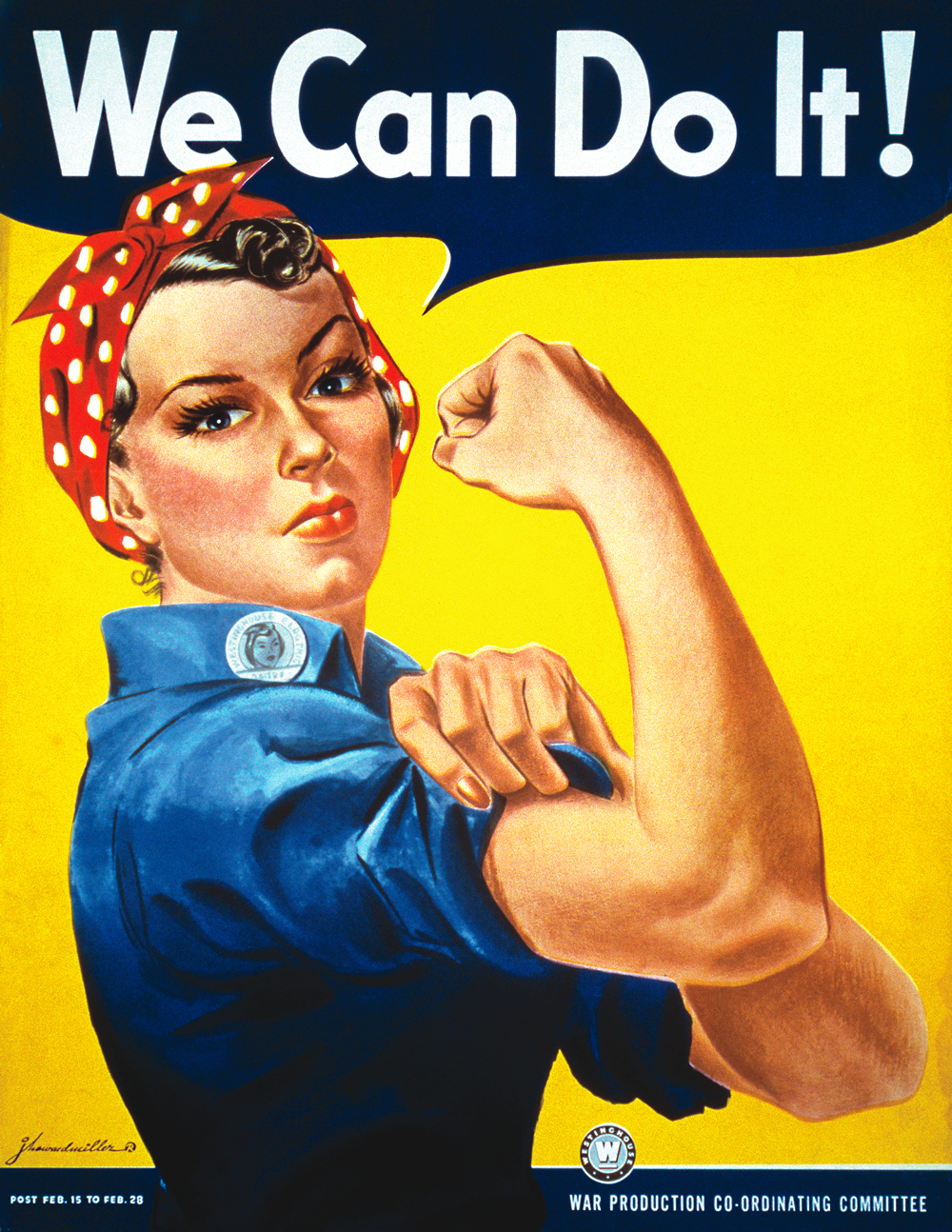
We Can Do It! Die Kampagne wurde gestartet, um Frauen für die Rüstungsanstrengungen zu gewinnen und Männer in den Fabriken zu ersetzen, damit diese in den Krieg ziehen konnten.

Advertising Council, bekannter unter Ad Council ist eine gemeinnützige US-amerikanische Werbeagentur mit Sitz in New York City.
Ad Council produziert und platziert im Namen und Auftrag von Nichtregierungsorganisationen, Regierungsbehörden und sonstigen gemeinnützigen Organisationen Anzeigenkampagnen in öffentlichen Medien. Diese Anzeigen werden „Public service announcement“ genannt. Die Anzeigen verbreiten grundsätzlich Werbeinhalte im öffentlichen Interesse von nationaler Relevanz. Eine der bekanntesten Kampagnen ist die seit 1944 laufende Kampagne Smokey Bear für den United States Forest Service mit der Aussage „Only you can prevent wild fires“, grob übersetzt „Denk dran: Nur Du kannst Waldbrände verhindern“. Nach einer Umfrage des Advertising Council erkennen etwa 96 % der erwachsenen US-Bürger Smokey Bear wieder. Weitere aktuelle Kampagnen sind beispielsweise „Buzzed Driving is Drunk Driving“, „Discover the Forest“,„Autism Awareness“, „Stroke-Awareness“. Nach eigenen Angaben arbeitet Ad Council mit 33.000 Medienunternehmen wie Fernseh- und Radiosendern, Zeitungen und Plakatierungs-Firmen bundesweit zusammen. Die Medienunternehmen spenden Ad Council Sendezeit und Anzeigenplätze. Wäre für die Anzeigen bezahlt worden, wäre Ad Council eine der größten Werbeagenturen des Landes.

## Geschichte
Die Organisation wurde 1941 gegründet und am 26. Februar 1942 als 'The Advertising Council, Inc' ins Handelsregister eingetragen. Am 25. Juni 1943 wurde die Organisation in 'The War Advertising Council, Inc.' unbenannt. Die Organisation organisierte primär Kampagnen, die die amerikanischen Kriegsanstrengungen unterstützen sollten, wie Anzeigen für den Kauf von Kriegsanleihen, Rekrutierung von Freiwilligen für den Kampfeinsatz und Kampagnen zur Reduzierung von Waldbränden, da die meisten Feuerwehrleute sich im Krieg befanden und Flächenbrände schwer gelöscht werden konnten. Vor dem Ende des Krieges forderte Präsident Franklin D. Roosevelt Ad Council auf, auch nach dem Krieg weiterzumachen. Am 5. Februar 1946 benannte sich die Organisation in 'Advertising Council, Inc.' zurück. Seit Roosevelt hat jeder amerikanische Präsident die Arbeit von Ad Council unterstützt. Präsident Dwight D. Eisenhower trat in Kampagnen gemeinsam mit seiner Frau auf. First Lady Nancy Reagan bei der Ad Council Anti Drogen Kampagne. Heute ist das Ad Council durch die Präsenz im Radio fast jedem Amerikaner bekannt. Jeder Beitrag endet mit dem Satz „This message is brought to you by the Ad Council“.
In der Vergangenheit profitierten viele amerikanische Organisationen von Ad Council, wie das Amerikanische Rote Kreuz, die Federal Highway Administration oder der United States Forest Service.

## Berühmte Kampagnen
- Savings Bond (1942–1980), die erste Kampagne von Ad Council zum Kauf von Kriegsanleihen
- Security of War Information – Loose Lips Sink Ships (1942–1945), Kampagne für den amerikanischen Einsatz im Zweiten Weltkrieg
- Wildfire Prevention (seit 1944), die am längsten laufende Kampagne von Ad Council
- American Red Cross (1945–1996), Kampagne zur Unterstützung des amerikanischen Roten Kreuzes
- Polio (1958–1961), Impfkampagne zum Schutz gegen Polio
- Crying Indian (1961–1983), Umweltschutzkampagne für Keep America Beautiful, in der ein weinender Indianer dargestellt wird. Die Kampagne richtete sich primär gegen das achtlose Wegwerfen von Müll in die Natur. Eine der erfolgreichsten Kampagnen von Ad-Council
- Peace Corps (1961–1991), Kampagne für die Rekrutierung von Freiwilligen für die Peace Corps
- United Negro College Fund (seit 1972), andauernde Kampagne, um das Studium von Schwarzen im Land finanziell zu unterstützen
- Drunk Driving Prevention (seit 1983), Kampagne gegen das Fahren unter dem Einfluss von Alkohol, Motto 'Buzzed Driving is drunk driving'
- AIDS Prevention (1988–1990), Kampagne zur Benutzung von Kondomen
- Domestic Violence (seit 1994), andauernde Kampagne gegen häusliche Gewalt
- I am an American (seit 2001),  die Kampagne wurde nach den Angriffen auf das World Trade Center gestartet. Sie soll kulturelle Diversität und kulturelle Toleranz fördern
- Adoption from Foster Care (seit 2004),  die andauernde Kampagne soll die Adoption von Kindern aus Waisenhäusern fördern. Motto: "You don’t have to be perfect to be a perfect parent” („Ihr müsst nicht perfekt sein, um perfekte Eltern zu sein“)
- Autism Awareness (seit 2006), Kampagne um für Verständnis gegenüber autistischen Personen zu werben, Früherkennungsprogramm für autistische Kinder
- Gay and Lesbian Bullying Prevention (seit 2008), anhaltende Kampagne gegen Mobbing von Homosexuellen
- Love Has No Labels (seit 2015), anhaltende Kampagne für kulturelle Toleranz
- Fatherhood Involvement (seit 2008), anhaltende Kampagne, um Väter für die Kindererziehung zu motivieren
- FWD campaign with USAID (seit 2011), Spendenkampagne für die USAID-Programme in Afrika
- Women’s Heart Disease (seit 2014), Kampagne für die American Heart Association: Erkennen, Früherkennung, Prevention von Herzinfarkten bei Frauen, Förderung der Bekanntheit der Notrufnummer 911
- Stroke Awareness (seit 2014), Kampagne zur Früherkennung von Schlaganfällen, Förderung der Bekanntheit der Notrufnummer 911

## Kritik
Das Ad Council propagiert Verhaltensänderungen von individuellen Personen, jedoch keine der Gesellschaft. Durch seine Dominanz auf dem Markt der ungenutzten Werbe-Blöcke hätten Organisationen mit einer gesellschaftskritischen Aussage wenig Möglichkeiten, an solche zu kommen.
Robert Griffith, ein ehemaliger American-Football-Spieler nannte Ad Council schlicht den verlängerten Propagandaarm der US-amerikanischen Bundesregierung.

## Public Service Announcements
Ad Council stellt eine Serie von Radio Spots „Public Service Announcements“ zusammen, die Radiosender verwenden können. Wann diese Spots verwendet werden, und in welchen Zusammenhang, entscheidet alleine die Radiostation. Zurzeit (2016) gilt die Liste von 2015. Diese umfasst folgende Themen. Jedes dieser Themen besteht aus mehreren Spots von circa 30 Sekunden bis 1 Minute Länge.
- Adoption From Foster Care (Adoption von Kindern)
- Autism Awareness (Aufklärung über die Krankheit Autismus)
- Bullying Prevention (Mobbing)
- Buzzed Driving Prevention (Fahren unter dem Einfluss von Alkohol)
- Caregiver Assistance (Nachbarschaftshilfe für ältere Personen)
- Child Passenger Safety (Kindersitze in Autos)
- Children’s Oral Health (Zahnpflege von Kindern)
- Community Engagement (Kampagne für United Way)[17]
- Discovering Nature (Aufforderung Wälder zu besuchen)
- Emergency Preparedness (Vorbeugung für Notfälle wie z. B. Tornados)
- Fatherhood Involvement (Väter sollen sich Zeit für ihre Kinder nehmen)
- Financial Literacy (Aufforderung zum Sparen für die Zukunft)
- Food Safety Education (Lebensmittelvergiftung, saubere Küche)
- Foreclosure Prevention Assistance (Verlust des Hauses durch ausstehende Ratenzahlungen)
- High Blood Pressure (Bluthochdruck)
- Hispanic College Enrollment (Finanzierung des Studiums für mexikanische Einwanderer)[18]
- Hunger Prevention (Tafelläden)
- Job Training & Employment (Wege zu einem Arbeitsplatz)
- Learning & Attention Issues (Aufmerksamkeitsstörungen bei Kindern)
- Pathways to Employment (Wege zu einem Arbeitsplatz)
- Recycling (Recyling Höfe)
- Shelter Pet Adoption (Adoption von Tieren aus Tierheimen)
- Stroke Awareness (Wie erkennt man Schlaganfälle)
- Supporting Minority Education (United Negro College Fund)
- Teacher Recruitment (Werde Lehrer)
- Texting & Driving Prevention (SMS-Schreiben während des Fahrens)[19]
- Wildfire Preparedness (Vermeidung von Wildfeuern)
- Wildfire Prevention (Vermeidung von Wildfeuern)
- Women’s Heart Disease (GoRedForWomen.org) (Herzinfarkt bei Frauen)

## Partnerschaften mit Filmproduktionsfirmen
Einige der jüngsten Ad Council PSA-Kampagnen haben Partnerschaften mit Filmproduktionsfirmen, einschließlich Warner Bros., Sony Pictures Entertainment und Disney. Beispiele hierfür sind eine Partnerschaft mit Warner Bros. mit Charakteren aus dem Buch Where the Wild Things are in PSAs zur Bekämpfung von Fettleibigkeit bei Kindern. Oder PSAs für die Sicherheit von Kindern mit Clips von Warner Bros. The Wizard of Oz, eine Partnerschaft mit Sony Pictures Entertainment The Smurfs 2, die Kinder ermutigen soll, die Natur zu erkunden, und Disney-Figuren wie Baby Einstein für das LATCH System für das US-Verkehrsministerium, Pinocchio und das Dschungelbuch für MyPyramid, Bambi, Dornröschen und Disneys Abenteuer der Gummibärchen für Smokey Bear, Cinderella für Kindersitze vom US-Verkehrsministerium und die Little Einsteins für Kunstunterricht. Einige 20th Century Fox Filme treten auch in Partnerschaft auf, wie Alvin and the Chipmunks und Ice Age, Universal Studios auch in Partnerschaft wie The Lorax und Curious George, und Nickelodeon auch in Partnerschaft wie Sunny Day.